# Njuorakapajeltusjaure
Njuorakapajeltusjaure är en sjö i Gällivare kommun i Lappland och ingår i Kalixälvens huvudavrinningsområde. Sjön har en area på 0,389 kvadratkilometer och ligger 571,1 meter över havet. Njuorakapajeltusjaure ligger i Kaitum fjällurskog Natura 2000-område. Sjön avvattnas av vattendraget Njuorakjåkka.

## Delavrinningsområde
Njuorakapajeltusjaure ingår i det delavrinningsområde (749798-170495) som SMHI kallar för Ovan 749476-170849. Medelhöjden är 505 meter över havet och ytan är 27,75 kvadratkilometer. Det finns inga avrinningsområden uppströms utan avrinningsområdet är högsta punkten. Njuorakjåkka som avvattnar avrinningsområdet har biflödesordning 2, vilket innebär att vattnet flödar genom totalt 2 vattendrag innan det når havet efter 299 kilometer. Avrinningsområdet består mestadels av skog (81 procent) och sankmarker (17 procent). Avrinningsområdet har 0,39 kvadratkilometer vattenytor vilket ger det en sjöprocent på 1,4 procent.